# Les contes d'Hoffmann

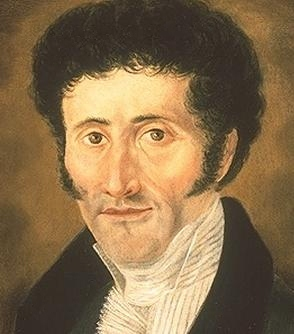
O original E. T. A. Hoffmann (1776–1822)

Les contes d'Hoffmann (Os Contos de Hoffmann) é uma ópera de Jacques Offenbach, com libreto escrito por Jules Barbier, baseado em três contos de E.T.A. Hoffmann, que é ele próprio um dos personagens da obra. Teve a sua estreia em Paris, na Opéra-Comique, em 10 de fevereiro de 1881.
Barbier e Michel Carré tinham composto anteriormente Les contes d'Hoffmann fantastiques, que foi produzido no Teatro Odéon em Paris em 1851, e que Offenbach tinha visto. Depois de voltar da América, em 1876 ele descobriu que Barbier tinha adaptado a composição e ela estava sendo executada por Hector Salomon na Ópera. Salomon entregou o projeto para Offenbach. O trabalho avançou lentamente, interrompido pela composição de obras mais leves e rentáveis. O próprio Offenbach  teve uma premonição de que iria morrer antes de sua conclusão. Ele continuou a trabalhar na ópera durante 1880, participando de alguns ensaios, mas morreu em 5 de outubro com o manuscrito na mão quatro meses antes da abertura. Pouco antes de morrer, ele havia escrito para Léon Carvalho: "Apresse-se e encene minha ópera. Não me resta muito tempo e meu único desejo é participar da noite de abertura".

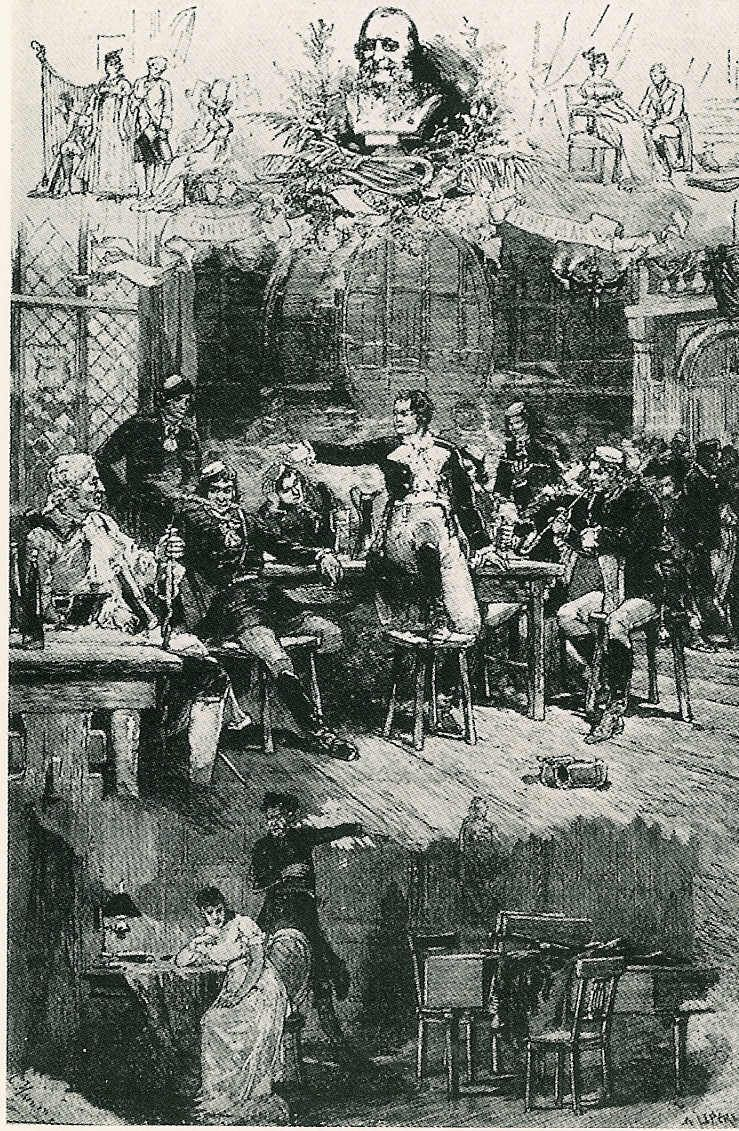
The Tales of Hoffmann

| Intérprete                                | Voz            | Estréia, 10 de fevereiro, 1881 (Maestro: Jules Danbé) |
| ----------------------------------------- | -------------- | ----------------------------------------------------- |
| Andrès, Cochenille, Frantz, Pitichinaccio | tenor          | Pierre Grivot                                         |
| Antonia                                   | soprano        | Adèle Isaac                                           |
| Crespel                                   | baixo          | Hypolite Belhomme                                     |
| Giulietta                                 | soprano        | Adèle Isaac                                           |
| Hermann                                   | baixo          | Teste                                                 |
| Hoffmann                                  | tenor          | Jean-Alexandre Talazac                                |
| Lindorf, Coppélius, Miracle, Dapertutto   | baixo-barítono | Emile-Alexandre Taskin                                |
| Luther                                    | baixo          | Troy                                                  |
| Nathanaël                                 | tenor          | Chenevières                                           |
| Nicklausse                                | mezzo-soprano  | Marguerite Ugalde                                     |
| Olympia                                   | soprano        | Adèle Isaac                                           |
| Peter Schlémil                            | baixo          |                                                       |
| Spalanzani                                | tenor          | E. Gourdon                                            |
| Voz da Stella                             | soprano        | Adèle Isaac                                           |
| Voz da mãe de Antonia                     | soprano        | Dupuis                                                |

## Árias
- "Dans les rôles d'amoureux langoureux" — Lindorf
- "Il était une fois à la cour d'Eisenach" — Hoffmann
- "Allons! Courage et confiance...Ah! vivre deux!" — Hoffmann
- "Les oiseaux dans la charmille" — Olympia
- "Une poupée aux yeux d'émail" — Nicklausse
- "Voyez-la sous son éventail" — Nicklausse
- "J'ai des yeux" — Coppélius
- "C'est l'amour vainqueur" — Nicklausse
- "Elle a fui, la tourtelle" — Antonia
- "Jour et nuit je me mets en quatre" — Frantz
- "Amis, l'amour tendre et rêveur" — Hoffmann
- "O Dieu! de quelle ivresse" — Hoffmann
- "Scintille, diamant" — Dapertutto
- "Belle nuit, ô nuit d'amour," conhecida como a Barcarolle — Giulietta e Nicklausse

## ABarcarolle
A mais famosa ária da ópera é a "barcarola" (Belle nuit, ô nuit d'amour), que é realizada no 3º Ato. Curiosamente, a ária não foi escrita para Os Contos de Hoffmann. Ela é uma ghost-song na ópera Les fées du Rhin, que estreou em Viena em 8 de fevereiro de 1864 como Die Rheinnixen.
A barcarola foi incorporada em muitos filmes, incluindo A Vida é Bela e Titanic.

## Gravações de referência
| Ano  | Papel (Hoffmann, Olympia, Guiletta, Antonia, Coppelius, Dappertutto, Lindorf, Niklausse)                                     | Maestro, Sala de Ópera e Orquestra                                    | Label                                               |
| ---- | --- | --------------------------------------------------------------------- | --------------------------------------------------- |
| 1974 | Kenneth Riegel, Daniele Chlostawa, Suzanne Sarroca, Christiane Eda-Pierre, Jose Van Dam, Marc Vento, Michel Philippe         | Jean Perisson, Theatre National de l'Opera de Paris Orquestra e coros | DVD: Dreamlife Corporation Copyright:Antenne 2 1978 |
| 1981 | Plácido Domingo, Luciana Serra, Agnes Baltsa, Ileana Cotrubas, Geraint Evans, Siegmund Nimsgern, Robert Lloyd, Claire Powell | Georges Prêtre, Royal Opera House Orquestra e coros                   | DVD: Warner Music Cat: 06301 93922                  |